# 10769 Minas Gerais
10769 Minas Gerais este un asteroid din centura principală de asteroizi.

## Descriere
10769 Minas Gerais este un asteroid din centura principală de asteroizi. A fost descoperit pe 16 octombrie 1990 la Observatorul La Silla de Eric Walter Elst. Asteroidul prezintă o orbită caracterizată de o semiaxă mare de 3,07 ua, o excentricitate de 0,09 și o înclinație de 9,5° în raport cu ecliptica.